# Míriam Nogueras
Miriam Nogueras i Camero (pron. catalana: [ˈmiɾiəm nuˈɣeɾəs i kəˈmaɾu]; Dosrius, 11 maggio 1980) è una politica e imprenditrice spagnola.

## Biografia
La più grande di tre figli, cresce a Dosrius, nella comarca del Maresme. Studia in una scuola laica di Llinars del Vallès, dove inizia a giocare a calcio, prima di iscriversi a un corso di laurea in Comunicazione audiovisiva, che però abbandona prima di completare. Negli anni 2010 apre un'impresa di commercio e tecnologia. È inoltre comproprietaria di un'azienda tessile specializzata nella filatura.

### Carriera politica
Inizia la sua carriera politica entrando a far parte del Cercle Català de Negocis, un'organizzazione che rappresenta gli interessi degli imprenditori catalani, e del movimento No vull pagar (lett. "non voglio pagare"), contro i pedaggi stradali nella comarca del Maresme.
Alle elezioni municipali del 2015 si candida come indipendente nelle liste di Convergenza Democratica di Catalogna, e viene eletta consigliera comunale di Cardedeu, suo comune di residenza all'epoca.
Nelle elezioni generali dello stesso anno si candida, sempre come indipendente, nelle liste di Democrazia e Libertà, venendo eletta al Congresso dei Deputati. Nel 2016, in seguito a nuove elezioni, è nuovamente eletta al congresso nelle liste di CDC, andando poi a confluire fra le file del Partito Democratico Europeo Catalano.
Nel 2018 viene eletta al consiglio comunale di  Mataró e come vicepresidente del PDeCAT. Nel 2019 si candida con la coalizione Junts per Catalunya alle elezioni generali di aprile e di novembre, risultando eletta entrambe le volte.
Nel 2020 si dimette dal suo incarico di vicepresidente del PDeCAT per passare al  partito Junts per Catalunya. Alle generali del 2023, viene eletta fra le liste di Junts nella circoscrizione di Barcellona. Il 26 ottobre 2024 è nominata vicepresidente del partito.

### Vita privata
È sposata con un pilota di elisoccorso, col quale ha avuto due figli nati rispettivamente nel 2009 e nel 2011.